# Georges Quéritet
Georges Quéritet (Seloignes, 6 april 1882 , Antwerpen, 5 januari 1963) was een Belgisch voormalig voetballer. Hij speelde als aanvaller bij RFC de Liège en Racing Club Brussel. Georges speelde 23 wedstrijden in Eerste Klasse en scoorde 17 doelpunten.

## Interlandcarrière
Quéritet werd geselecteerd voor de allereerste interland ooit van het Belgisch voetbalelftal. Deze vond plaats op 1 mei 1904 in Brussel en werd gespeeld tegen Frankrijk. Ondanks zijn twee doelpunten in de wedstrijd die op 3–3 eindigde was het ook meteen zijn laatste selectie voor dit elftal. In de 7e minuut scoorde hij het eerste doelpunt ooit voor België.
| Interlands van Georges Quéritet voor België | Interlands van Georges Quéritet voor België | Interlands van Georges Quéritet voor België | Interlands van Georges Quéritet voor België | Interlands van Georges Quéritet voor België | Interlands van Georges Quéritet voor België |
| №                                           | Datum                                       | Wedstrijd                                   | Uitslag                                     | Soort Wedstrijd                             | Doelpunten                                  |
| Als speler bij Racing Club Brussel          | Als speler bij Racing Club Brussel          | Als speler bij Racing Club Brussel          | Als speler bij Racing Club Brussel          | Als speler bij Racing Club Brussel          | Als speler bij Racing Club Brussel          |
| ------------------------------------------- | ------------------------------------------- | ------------------------------------------- | ------------------------------------------- | ------------------------------------------- | ------------------------------------------- |
| 1.                                          | 1 mei 1904                                  | België – Frankrijk                          | 3 – 3                                       | Vriendschappelijk                           | 2                                           |